# Neolimnophila
Neolimnophila is een geslacht van tweevleugelige insecten uit de familie steltmuggen (Limoniidae). De wetenschappelijke naam is voor het eerst geldig gepubliceerd in 1920 door Charles Paul Alexander, die de naam gebruikte voor een nieuw ondergeslacht van Limnophila Macquart.
De typesoort Neolimnophila ultima is een algemeen voorkomende soort in (het noorden van) de Verenigde Staten en Canada, tot in Alaska.

## Soorten
Deze lijst van 18 stuks is mogelijk niet compleet.
- N. alticola (Alexander, 1929)
- N. andicola (Alexander, 1942)
- N. appalachicola (Alexander, 1941)
- N. bergrothi (Kuntze, 1919)
- N. bifusca (Alexander, 1960)
- N. brevissima (Alexander, 1952)
- N. capnioptera (Alexander, 1947)
- N. carteri (Tonnoir, 1921)
- N. citribasis (Alexander, 1966)
- N. daedalea (Alexander, 1966)
- N. fuscinervis (Edwards, 1928)
- N. fuscocubitalis (Alexander, 1936)
- N. genitalis (Brunetti, 1912)
- N. perreducta (Alexander, 1935)
- N. picturata (Alexander, 1931)
- N. placida (Meigen, 1830)
- N. ultima (Osten Sacken, 1860)
- N. ultima ultima (Osten Sacken, 1860)